# Jinshui
Jinshui är ett stadsdistrikt i Zhengzhou och säte för provinsmyndigheterna i Henan-provinsen i norra Kina.